# Neocrex
Neocrex är ett fågelsläkte i familjen rallar inom ordningen tran- och rallfåglar: Släktet omfattar endast två arter som förekommer från Panama till norra Argentina samt på Galápagosöarna:
- Colombiarall (N. fulvus)
- Gulrödnäbbad rall (N. funebris)

Arterna förs numera ofta till släktet Mustelirallus tillsammans med vithakad rall (M. albicollis, tidigare Porzana) efter DNA-studier.